# Rectarcturus tuberculatus
Rectarcturus tuberculatus là một loài chân đều trong họ Rectarcturidae. Loài này được Schultz miêu tả khoa học năm 1981.